# Spirama viridecinerea
Spirama viridecinerea là một loài bướm đêm trong họ Erebidae.